# Rhinomanometrie
Die Rhinomanometrie ist die Manometrie (von griech. manos für  „dünn, durchlässig“ und dem griech. Suffix -metrie für „das Maß“) der Nase (griech. rhīs). Anders formuliert: die Rhinomanometrie ist ein Messverfahren zur Bestimmung des Luftwiderstandes beim Atmen durch die Nase.
Mithilfe einer speziellen Atemmaske wird während des Ein- und Ausatmens der Differenzdruck zwischen dem Raum vor dem Nasenloch und der Mundhöhle gemessen. 
Aufgrund der turbulenten Strömung im Naseninneren ergibt sich eine nichtlineare Beziehung zwischen Differenzdruck {\displaystyle \Delta p} und Volumenfluss {\displaystyle {\dot {V}}}:
{\displaystyle \Delta p\thicksim {\dot {V}}^{2}}

## Weiterentwicklung der Rhinomanometrie zur Rhinoresistometrie
Die Rhinoresistometrie ist eine computergestützte Messart zur Objektivierung der Nasenatmungsbehinderung, die auf den Prinzipien der Rhinomanometrie basiert. 
Auf der Grundlage strömungsdynamischer Gesetze wurde eine Software zur Berechnung rhinologisch relevanter Parameter aus den rhinomanometrisch gemessenen Werten entwickelt, die die Bestimmung der narinochoanalen Druckdifferenz und die Atemvolumengeschwindigkeit erlaubt. Der Untersuchungsablauf entspricht dem für eine Rhinomanometrie. 
Der in- und exspiratorische Widerstand in Abhängigkeit von der Volumengeschwindigkeit beider Nasenseiten werden vor und nach Abschwellen berechnet und in ein Diagramm eingetragen. Im Vergleich zu Normalwerten kann der Arzt eine schwellungsbedingte Nasenatmungsbehinderung von einer strukturellen (Septumdeviation etc.) unterscheiden. Hinweise können ferner über das Turbulenzverhalten in der Nase und das Ansaugen des Flügelknorpels gesammelt werden.

## Sonstiges
Die Deutsche Forschungsgemeinschaft (DFG) hat 1992 die Projekte Rhinologische Funktionsdiagnostik mittels Computer-Simulation der Atemströmung in der Nase und Kombination der Rhinoresistometrie mit der Akustischen Rhinometrie unter Leitung von Gunter Mlynski und José Luis Encarnação gefördert, die maßgeblich zur Entwicklung der Rhinoresistometrie beitrugen.